# Cetățuia (gmina Cioroiași)
Cetățuia – wieś w Rumunii, w okręgu Dolj, w gminie Cioroiași. W 2011 roku liczyła 99 mieszkańców.